# تيري لوك
تيري لوك (بالإنجليزية: Terry Locke)‏ هو ناقد أدبي نيوزيلندي، ولد في 1946.